# 元治
元治是日本的年號之一。在文久之後、慶應之前。指1864年~1865年这段时間。這個時代的天皇是孝明天皇。江戶幕府的將軍是德川家茂。

## 改元
- 文久4年2月20日（公元1864年3月27日） 基於讖緯改元
- 元治2年4月7日（公元1865年5月1日） 改元為慶應

## 出典
元治是出自《周易》中的「乾元用九、天下治也」以及《三國志·高柔傳》之中的「天地以四時成功、元首以輔弼興治」

## 元治年間要事
- 元治元年
  - 3月27日（1864年5月2日），元治甲子之變（天狗党の乱）開始
  - 6月5日（1864年7月8日），池田屋事件
  - 7月19日（1864年8月20日），禁門之變
  - 8月5日（1864年9月5日），四國聯合艦隊下關砲撃事件
  - 12月17日（1865年1月14日），天狗黨主要起兵將領被斬首，事件告終

### 逝世
- 元年：堀田正睦（享年54）、久坂玄瑞、真木和泉、宍戶左馬之助

## 西元對照表
| 元治 | 元年   | 2年    |
| 西元 | 1864年 | 1865年 |
| 干支 | 甲子   | 乙丑   |

## 相關項目
| 前一年號： 文久 | 日本年號 | 下一年號： 慶應 |